# Балей Святослав-Роман Володимирович
Святослав (Святослав-Роман) Володи́мирович Бале́й (пол. Swiatosław Baley; 19 січня 1890, Великі Бірки — 195-? ) — доктор медицини, лікар, громадський діяч. Член УЛТ.  Молодший брат Степана Балея.

## Життєпис
Народився 19 січня 1890 року в с. Великі Бірки (Тернопільський повіт, Королівство Галичини та Володимирії, Австро-Угорщина, нині селище Тернопільського району Тернопільської області, Україна) в сім'ї вчителя народної школи Володимира Балея та вчительки Ірени Швейковської.
Навчався в Товстенській 2-класовій  народній школі, потім в Тернопільській українській гімназії (1900—1908), в університетах Львова та Відня (1908 — 1914).

## Професійна діяльність
- 1914—1919  — військовий медик в австро-угорській армії, потрапив у ворожий полон, з якого повернувся восени 1919 р[3].
- 1919 — лікар-хірург Львівського міського шпиталю святої Софії[4].
- 1920–1921— викладач фізіології на медичних курсах.
- 1921–1924 — професор Українського таємного університету.
- 1924 — отримав посаду директора державного шпиталю у Луцьку на Волині, яку змушений був залишити та зайнявся приватною лікарською практикою.
- 1930-ті  —1939 — працював на Рівненщині. Зокрема  у Панталії[5]. Паралельно в м. Дубно викладав в медичній школі, робив операції в повітовому шпиталі, деякі з них були унікальними[6], і про це писали фахові часописи.  1939–1943 — проживав у Рівному, приватно лікував. Зокрема Олексу Сацюка та Авеніра Коломийця[7].
- від 1943 — у Польщі.  Євген Цимбалюк стверджує, що  Святослав Бале́й помер у Кракові у 1950-ті роки[8][9].
- Друкував статті в часописі «Лікарський вісник».

У м. Дубно на честь лікаря-подвижника названо вулицю.